# Política pós-verdade
Política pós-verdade, política pós-factual ou política pós-realidade, é uma cultura política na qual os fatos são considerados irrelevantes. Sugere que a distinção entre verdade e falsidade - bem como entre honestidade e mentira - tornou-se uma preocupação central da vida pública e é vista tanto por comentadores populares como por investigadores académicos como tendo um papel determinante na forma como a política funciona em pontos específicos da história. É considerado especialmente influenciado pela chegada de novas tecnologias de comunicação e mídia. Popularizada como um termo na mídia noticiosa e uma definição de dicionário, a pós-verdade desenvolveu-se de um rótulo abreviado para a abundância e influência de afirmações políticas enganosas ou falsas em um conceito empiricamente estudado e teorizado pela pesquisa acadêmica. Os Oxford Dictionaries declararam que a palavra internacional do ano em 2016 foi "pós-verdade", citando um aumento de 20 vezes no uso em comparação com 2015, e observou que era comumente associada ao substantivo "política pós-verdade".
Como a política pós-verdade é conhecida principalmente por meio de declarações públicas de verdade em contextos de mídia específicos (como comentários nas principais redes de radiodifusão, podcasts, vídeos do YouTube e mídias sociais), ela é especialmente estudada como um fenômeno de estudos de mídia e comunicação com formas particulares de contar a verdade, incluindo rumores intencionais, mentiras, teorias da conspiração e notícias falsas.ref name=":0" /> De acordo com McComiskey (2017, p. 6), "pós-verdade significa um estado em que a linguagem carece de qualquer referência a fatos, verdades e realidades". No cenário da comunicação, as pessoas (especialmente os políticos) dizem tudo o que pode funcionar em uma determinada situação, tudo o que pode gerar o resultado desejado, sem qualquer consideração pelo valor de verdade ou facticidade das declarações" (McComiskey, 2017, p. 6). No contexto da mídia e da política, muitas vezes envolve a manipulação de informações ou a disseminação de desinformação para moldar as percepções públicas e promover agendas políticas.A natureza histórica da política pós-verdade também tem sido discutida em relação a áreas mais tradicionais de estudos de comunicação e jornalismo, como propaganda. Na teoria da comunicação, a pós-verdade é frequentemente relacionada às teorias de propaganda, como a propaganda negra, a propaganda cinza e a propaganda branca de Harold Lasswell e Walter Lippmann, bem como as da perspectiva alternativa de John Dewey (Baron &Davis, 2016). Propaganda é definida como “o uso irrestrito da comunicação para propagar crenças e expectativas específicas” (Baran & Davis, 2016, p. 31).
A partir de 2018 , comentaristas políticos e pesquisadores acadêmicos identificaram a política pós-verdade como ascendente em muitas nações, notadamente Austrália, Brasil, Índia, Gana, Rússia, Reino Unido e Estados Unidos, entre outros. No Gana, Coker e Afriyie investigaram a prevalência da política pós-verdade no contexto ganense, com foco específico em publicações em jornais impressos afiliados aos principais partidos políticos do país, o Novo Partido Patriótico (NPP) e o Congresso Democrático Nacional (NDC). Os autores realçaram que as práticas pós-verdade se tornaram enraizadas no tecido das campanhas eleitorais e no discurso político na África Subsariana, incluindo o Gana. A sua investigação teve como objectivo dissecar as estratégias pós-verdade utilizadas pelos políticos ganenses afiliados a estes dois partidos proeminentes, tal como manifestadas nos seus respectivos jornais politicamente alinhados, nomeadamente, The Daily Statesman e The Enquirer. Coker e Afriyie identificaram três estratégias distintas neste contexto, que rotularam como kairós, desinformação/desinformação e transmissão deliberada de falsidades estratégicas. Descobriu-se que estas estratégias estão a moldar ativamente as narrativas políticas e as perceções públicas.

## História da terminologia
O termo política pós-verdade parece ter se desenvolvido a partir de outros usos adjetivos de "pós-verdade", como "ambiente político pós-verdade", "mundo pós-verdade", "era pós-verdade", "sociedade pós-verdade", e "primos muito próximos, como "sociedade pós-fato" e "presidência pós-verdade". De acordo com o Oxford Dictionaries, o dramaturgo sérvio-americano Steve Tesich pode ter sido o primeiro a usar o termo pós-verdade em um ensaio de 1992 no The Nation. Tesich escreve que, seguindo a vergonhosa verdade de Watergate (1972-1974), uma cobertura mais atenuante do escândalo Irã-Contra (1985-1987) e da Guerra do Golfo Pérsico (1990-1991) demonstra que "nós, como um povo livre, decidimos livremente que queremos viver em algum mundo pós-verdade." No entanto, como observa Harsin (2018), o termo estava em circulação acadêmica na década de 1990. O estudioso de estudos de mídia John Hartley usou o termo "pós-verdade como título de um capítulo," Jornalismo em uma sociedade pós-verdade", em seu livro de 1992, The Politics of Pictures.
Em 2004, Ralph Keyes usou o termo "era pós-verdade" em seu livro com esse título. Nele ele argumentou que o engano está se tornando mais prevalente no atual mundo impulsionado pela mídia. Segundo Keyes, a mentira deixou de ser tratada como algo indesculpável e passou a ser vista como algo aceitável em determinadas situações, o que supostamente levou ao início da era da pós-verdade. No mesmo ano, o jornalista americano Eric Alterman falou de um "ambiente político pós-verdade" e cunhou o termo "a presidência pós-verdade" em sua análise das declarações enganosas feitas pela administração Bush após o 11 de setembro de 2001. Mais especificamente, o acadêmico americano Moustafa Bayoumi argumentou que foi a "Guerra do Iraque de 2003 que deu início à era pós-verdade e que a culpa é dos Estados Unidos". Bayoumi acredita que existiram diferenças em relação aos tempos, por exemplo, da Guerra Hispano-Americana e do incidente do Golfo de Tonkin. A partir de 2002-2003, através da formação do Gabinete de Planos Especiais e apoiado pela nobre ideologia da mentira dos neoconservadores, existiu a maior diferença de todos os períodos anteriores e "o aparelho de mentira tornou-se institucionalizado". Em seu livro Pós-democracia de 2004, Colin Crouch usou o termo pós-democracia para significar um modelo de política onde "eleições certamente existem e podem mudar governos", mas "o debate eleitoral público é um espetáculo rigidamente controlado, gerenciado por rivais equipes de profissionais especialistas nas técnicas de persuasão, e considerando uma pequena gama de questões selecionadas por essas equipes”. Crouch atribui diretamente o “modelo da indústria publicitária” de comunicação política à crise de confiança e às acusações de desonestidade que alguns anos depois outros associaram à política pós-verdade. Mais recentemente, os estudiosos seguiram Crouch na demonstração do papel da contribuição da comunicação política profissional para a desconfiança e as crenças erradas, onde o uso estratégico da emoção está se tornando fundamental para ganhar confiança para declarações de verdade.
O termo "política pós-verdade" pode ter sido originalmente cunhado pelo blogueiro David Roberts em uma postagem no blog do Grist em 1 de abril de 2010. Roberts a definiu como "uma cultura política em que a política (opinião pública e narrativas da mídia) se tornou quase totalmente desconectado da política (a substância da legislação)". A pós-verdade foi usada pelo filósofo Joseph Heath para descrever as eleições de 2014 em Ontário. O termo tornou-se difundido durante as campanhas para as eleições presidenciais de 2016 nos Estados Unidos e para o referendo "Brexit" de 2016 sobre a adesão à União Europeia no Reino Unido.

## Conceitos
Desordem de informação foi proposta como um termo genérico para a grande variedade de informações pobres ou falsas usadas para fins políticos na política pós-verdade.

### Pós verdade
Acadêmicos e comentaristas populares discordam sobre se a pós-verdade é um rótulo recém-gerado, mas que pode ser aplicado a fenômenos como a mentira em qualquer período histórico; ou se é historicamente específico, com causas observáveis empiricamente mais recentes (especialmente novas relações sociais e políticas possibilitadas pelas novas tecnologias de comunicação digital) e é apenas simplistamente reduzido ao antigo fenómeno da mentira política. Estudiosos e comentaristas populares também discordam sobre até que ponto a emoção deve ser enfatizada nas teorias da pós-verdade, apesar da ênfase na emoção na definição original da palavra no Oxford Dictionaries. Embora o termo "pós-verdade" não tivesse entrada no dicionário antes da entrada do Oxford Dictionaries em 2016, a entrada de Oxford foi inspirada nos resultados do referendo do Brexit e na campanha presidencial dos EUA em 2016; portanto, já se referia implicitamente à política. Além disso, na justificativa do verbete original do Oxford Dictionaries (ainda hoje, mais um comunicado de imprensa do que um verbete de dicionário tradicional) para sua escolha, eles dizem que é frequentemente usado na forma substantiva de "política pós-verdade". Assim, a pós-verdade é frequentemente usada de forma intercambiável com a política pós-verdade.
A política pós-verdade é um subconjunto do termo mais amplo pós-verdade, cujo uso precede o foco recente em eventos políticos. Embora os Oxford Dictionaries tenham nomeado pós-verdade de forma influente como a palavra do ano de 2016, o desenvolvimento acadêmico atual da pós-verdade como conceito não reflete inteiramente sua ênfase original em "circunstâncias" onde apelos a "fatos objetivos" não conseguem influenciar como tanto quanto "apela à emoção e à crença pessoal" (veja a seção "Motivadores" abaixo). A utilização da comunicação pós-verdade como ferramenta importante em campanhas políticas, como o debate do Brexit no Reino Unido e a campanha de Trump nos Estados Unidos, resultou num intenso interesse académico e jornalístico por ela como um aspecto da política. A existência de "política pós-verdade" como um conceito que faz sentido e é um problema na vida política das democracias liberais é às vezes negada pelos críticos.
Alguns usos do conceito são mais gerais, referindo-se não a condições históricas de desconfiança amplamente documentada empiricamente ou a um contexto de capitalismo promocional, comunicação de massa amadora facilmente acessível e difícil de controlar nas redes sociais, mas à presença de mentiras e desconfiança em política e preconceito no jornalismo (e opiniões dos comentaristas de que as pessoas da época eram desconfiadas ou que a mentira política era comum). Reduzindo o conceito de pós-verdade à comunicação política desonesta e aos seus diferentes estilos, alguns estudiosos argumentam que o que hoje se identifica como política pós-verdade é na verdade um retorno de períodos políticos anteriores. Jennifer Hochschild, HL Jayne Professora de Governo na Universidade de Harvard, descreveu a ascensão da pós-verdade como um regresso às práticas políticas e mediáticas dos séculos XVIII e XIX nos Estados Unidos, seguido por um período no século XX em que os meios de comunicação social foi relativamente equilibrado e a retórica foi atenuada. No entanto, tal visão também entra em conflito com a de outros países em outras épocas. Por exemplo, em 1957, a cientista Kathleen Lonsdale observou no contexto britânico que "para muitas pessoas a veracidade na política tornou-se agora uma zombaria... Qualquer pessoa que ouça rádio em um grupo misto de pessoas pensantes sabe quão profundamente arraigado é esse cinismo.” Da mesma forma, a New Scientist caracterizou as guerras de panfletos que surgiram com o crescimento da impressão e da alfabetização, começando em 1600, como uma forma inicial de política pós-verdade. Panfletos caluniosos e mordazes foram impressos a baixo custo e amplamente divulgados, e a dissidência que fomentaram contribuiu para iniciar guerras e revoluções como a Guerra Civil Inglesa (1642-1652) e (muito mais tarde) a Revolução Americana (1765-1791).

#### Motivadores
Os estudiosos e filósofos da comunicação e da mídia tendem a ver a definição, as origens e as causas da pós-verdade de maneira um pouco diferente. Os estudiosos dos meios de comunicação e da comunicação enfatizam a revolução histórica nas tecnologias de comunicação, que alterou fundamentalmente a vida social, incluindo as nossas formas de conhecer socialmente (epistemologia social), as nossas autoridades e a confiança nas instituições. Alguns também não veem a pós-verdade principalmente como um problema de conhecimento, mas sim de confusão, desorientação e desconfiança. Os filósofos tendem a citar as mudanças nos meios de comunicação e nas comunicações, mas afirmam que os próprios movimentos filosóficos e culturais, como o pós-modernismo, influenciaram a sociedade, resultando numa situação em que o sentimento e a crença criam uma crise epistémica para a política. Os estudiosos da área de estudos de ciência e tecnologia (CTS) estudaram a pós-verdade como parte da evolução da sociedade do conhecimento e como mudanças para papéis de longa data de revelação científica da verdade nas arenas públicas e políticas.
As "circunstâncias" que cercam a pós-verdade (política) observadas pela definição original dos Oxford Dictionaries foram expandidas para denotar um período histórico, definido pela convergência de numerosas mudanças documentadas empiricamente. Ao contrário dos primeiros comentadores que a descreveram como uma parte de longa data da vida política que era menos notável antes do advento da Internet e das mudanças sociais relacionadas, vários estudiosos apontam para uma série de mudanças empíricas que são contemporâneas e são o núcleo da conceito. Para estes estudiosos, a pós-verdade difere da tradicional contestação e falsificação dos factos na vida pública, apontando para uma convergência cultural e histórica de vários desenvolvimentos:
1. Uma abundância de afirmações de verdade concorrentes, em parte devido a tecnologias acessíveis de produção de comunicação, websites pessoais, vídeos, microblogging e grupos de chat;
2. A falta de autoridades partilhadas para julgar as alegações de verdade, especialmente com o desaparecimento do jornalismo tradicional como guardião de questões e reivindicações de verdade pública;
3. Um espaço público fragmentado, facilitado por algoritmos, onde as afirmações de verdade aparecem incontestadas ou não examinadas por um público maior que as atende, às vezes associadas a efeitos de falso conhecimento de câmaras de eco e bolhas de filtro;
4. Uma influência com bons recursos ou indústria persuasiva em relações públicas, marketing, publicidade e análise de big data, cujos objetivos são especialmente influenciar, não informar ou educar;
5. Um cenário cultural de “cultura promocional”, caracterizado pela autopromoção, pela auto-marcação e pelo conteúdo gerado pelo utilizador, tanto sobre a imagem como sobre a verdade;
6. Recorrer à emoção e ao preconceito cognitivo como forma de lidar na prática com a competição e a confusão;
7. Um amplo contexto de desconfiança social para o qual a comunicação política pós-verdade contribui e é afetada;
8. Tecnologias de comunicação correspondentes a uma cultura de aceleração, distração e "cognição quente"; e, talvez, mudando a ética histórica sobre o quanto engano ou "spin" é aceitável.[4][3][5][34][35][36][37][38]

Em 2015, o estudioso de mídia e política Jayson Harsin cunhou o termo "regime de pós-verdade", que abrange muitos aspectos da política pós-verdade. Ele argumenta que um conjunto convergente de desenvolvimentos históricos criou as condições da sociedade pós-verdade e da sua política: a comunicação política informada pela ciência cognitiva, que visa gerir a percepção e a crença de populações segmentadas através de técnicas como o microtargeting, que inclui o uso estratégico de rumores e falsidades;  fragmentação dos guardiões dos meios de comunicação de massa modernos e mais centralizados, que têm repetido em grande parte os furos uns dos outros e os seus relatórios; a economia da atenção marcada pela sobrecarga e aceleração de informações, conteúdo gerado pelo usuário e menos autoridades comuns de confiança em toda a sociedade para distinguir entre verdade e mentiras, precisas e imprecisas; os algoritmos que governam o que aparece nas mídias sociais e nas classificações dos mecanismos de busca, com base no que os usuários desejam (por algoritmo) e não no que é factual; e meios de comunicação que foram prejudicados por escândalos de plágio, fraudes, propaganda e mudanças nos valores das notícias. Estes desenvolvimentos ocorreram no contexto de crises económicas, reduzindo e favorecendo tendências para histórias e estilos de reportagem mais tradicionais dos tablóides, conhecidos como tabloidização e infoentretenimento. Nesta visão, a pós-verdade não pode ser entendida sem levar em conta a revolução nas tecnologias de comunicação e na vida social, seus efeitos na cognição (a maneira como as pessoas estão dispostas a pensar online), em um cenário de aceleração social. Em termos de entretenimento, estudiosos como Corner e Pels (2003) e Harsin (2018, 2021) argumentam que as orientações dos cidadãos em relação à política são disposições formadas primeiro como audiências em relação a formas de entretenimento, como reality shows, que podem ser demonstraram ser transponíveis para a sua avaliação da comunicação política.
Embora alguns destes fenómenos (como uma imprensa mais tabloidesca) possam sugerir um regresso ao passado, o efeito das convergências é um fenómeno sociopolítico que excede as formas anteriores de jornalismo na distorção e luta deliberadas. Existem muitos sites de verificação de factos e de combate a rumores, mas eles são incapazes de reunir um conjunto fragmentado de públicos (em termos de atenção) e a sua respectiva confiança/desconfiança. Harsin chamou-lhe um "regime de pós-verdade" em vez de meramente uma política pós-verdade, com a comunicação política pan-partidária profissional manipulando a comunicação de forma competitiva num contexto onde as instituições e os discursos (como a ciência e os meios de comunicação) eram interdependentes um do outro. outro para estabilizar a circulação pública da verdade. Cosentino (2019) expande o conceito de regime de pós-verdade para um nível geopolítico, analisando casos de comunicação política no mundo não-ocidental, bem como no mundo ocidental.
Outros estudiosos, como o filósofo Lee McIntyre (2018), que se concentra na "pós-verdade" em geral, mas faz referência à política, argumentam que a crescente desconfiança social na experiência científica e no discurso acadêmico pós-moderno, supostamente promovendo uma desvalorização ou desrespeito pela verdade , combinaram-se com preconceitos cognitivos para produzir condições em que o sentimento triunfa sobre os factos. Embora vários destes estudiosos citem a desconfiança como um agente dos efeitos sociais e políticos da pós-verdade, a origem da desconfiança é menos clara. McIntyre vê os esforços de relações públicas para minar as verdades científicas, sobre, por exemplo, os efeitos do tabaco, como factores importantes (além da alegada influência do pós-modernismo académico na política conservadora, embora esta ligação não esteja empiricamente estabelecida). Como outro exemplo específico de interesses empresariais que minam verdades para as quais existe consenso científico, McIntyre cita doações anteriores da BP a organizações que negam as alterações climáticas. No entanto, as relações públicas são apenas uma parte de uma cultura mais ampla de promocionalismo (capitalismo de consumo), onde a verdade tem sido há muito tempo a última preocupação nas estratégias para influenciar as pessoas a se sentirem positivas ou negativas em relação às marcas como empresas, países, produtos, partidos e políticos. Além disso, os escândalos no jornalismo em torno do plágio e da "liderança de torcida" para a invasão do Iraque pelos EUA em 2003, combinam-se com a cultura promocional, comunicação política estratégica profissional eticamente questionável, potenciais paisagens virais da mídia, apresentação de informações algoritmicamente personalizada , entre outros factores, para reproduzir várias formas de desconfiança específica e generalizada – a confiança é crucial para o reconhecimento de quem diz a verdade em público legítimo. Embora muitos tratamentos populares da pós-verdade (às vezes usados de forma intercambiável com notícias falsas) afirmem ou impliquem um crescimento da mentira política, Kalpokas (2018), Harsin (2015, 2017, 2018, 2021) e Cosentino (2019) veem a mentira como apenas uma característica da pós-verdade (que não pode historicamente distingui-la como nova), concentrando-se em vez disso em problemas de distinção entre verdadeiro e falso (são mais escassas as autoridades comuns para induzir a crença), ou na desorientação, confusão, percepção equivocada e distração. Os apelos à especialização científica (embora as opiniões minoritárias nas suas áreas), tal como acontece com os apoiantes antivacinas, demonstram que, em geral, as pessoas respeitam de facto os especialistas científicos, ou a ideia deles. Mas a ciência e a especialização foram politizadas, tornando mais difícil para quem não sabe identificar autoridades legítimas (todas as quais podem possuir diplomas avançados). Além disso, pode não ser tanto que a pós-verdade seja a confiança manifesta nas emoções de alguém antes das reivindicações da verdade, como a identificação de quem diz a verdade emocional como autêntico, honesto e, portanto, confiável.

### Informação falsa
A informação falsa é informação inadvertidamente falsa ou enganosa utilizada no discurso político. O termo também é usado como um termo genérico para qualquer tipo de desinformação, desinformação ou notícias falsas.

### Desinformação
A desinformação é informação intencional e intencionalmente enganosa, por exemplo, na propaganda.

### Notícia falsa
Notícias falsas são “informações fabricadas que imitam o conteúdo da mídia noticiosa na forma, mas não no processo ou intenção organizacional”.

### Teorias da conspiração
As teorias da conspiração são pacotes elaborados de afirmações interligadas a respeito de conspiradores poderosos que são tipicamente caracterizados pela improbabilidade; no entanto, existem conspirações políticas reais, como a invasão e encobrimento de Watergate.

### Bombas de boatos
Em um corpo interdisciplinar de pesquisa, o cerne das definições de boato é uma afirmação que não é verificável ou falsa. A metáfora militarista "bomba de boato" refere-se a um boato que é estrategicamente "descartado" para causar confusão, dúvida ou descrença.

### Vulnerabilidade
Existem dois aspectos da vulnerabilidade à desinformação: a credulidade em relação a informações de menor qualidade e a desconfiança e o ceticismo em relação a informações de melhor qualidade que possam corrigi-las.

### Controvérsia fabricada
Os agentes políticos no espaço da pós-verdade podem fabricar controvérsias para obter vantagens económicas ou políticas ou, como no gaslighting, para desorientar e confundir o público.

## Descrição

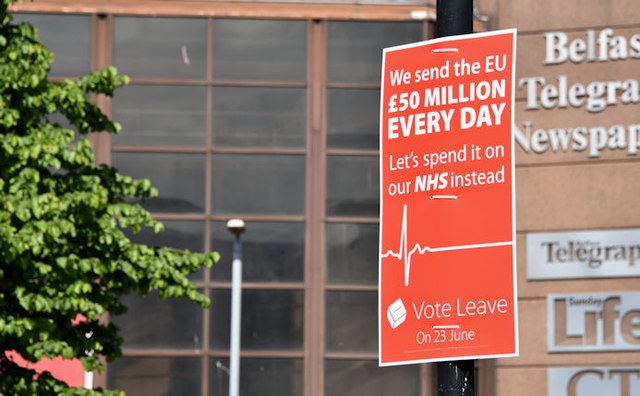
Um cartaz da [[
Vote Leave]] com uma reivindicação contestada sobre a taxa de adesão à UE, citado como um exemplo de política pós-verdade

Na moderna profissionalização da comunicação política (ligada à investigação de marketing e publicidade), uma característica definidora da política pós-verdade é que os ativistas continuam a repetir os seus pontos de discussão, mesmo quando os meios de comunicação, os especialistas na área em questão e outros fornecem provas de que contradiz esses pontos de discussão. Por exemplo, durante a campanha para o referendo britânico da UE, Vote Leave fez uso repetido da alegação de que a adesão à UE custava £ 350 milhões por semana, embora mais tarde tenha começado a usar o valor como uma quantia líquida de dinheiro enviado directamente para a UE. Este número, que ignorou o desconto do Reino Unido e outros factores, foi descrito como "potencialmente enganador" pela Autoridade de Estatística do Reino Unido, como "não sensato" pelo Instituto de Estudos Fiscais, e foi rejeitado nas verificações de factos pela BBC News, Channel 4 News e Full Fact. A Vote Leave, no entanto, continuou a usar a figura como peça central de sua campanha até o dia do referendo, após o qual eles minimizaram a promessa como tendo sido um "exemplo", apontando que era apenas foi sugerido como uma possível utilização alternativa dos fundos líquidos enviados para a EU. A deputada conservadora e ativista da saída Sarah Wollaston, que deixou o grupo em protesto durante sua campanha, criticou sua "política pós-verdade". O secretário da justiça, Michael Gove, afirmou de forma polêmica em uma entrevista que o povo britânico "está farto de especialistas".
Michael Deacon, redator parlamentar do The Daily Telegraph, resumiu a mensagem central da política pós-verdade como "Os fatos são negativos. Os fatos são pessimistas. Os fatos são antipatrióticos." Acrescentou que a política pós-verdade também pode incluir uma alegada rejeição do partidarismo e de campanhas negativas. Neste contexto, os activistas podem promover uma "campanha positiva" utópica, para a qual as refutações podem ser rejeitadas como difamações e alarmismo e a oposição como partidária.
Na sua forma mais extrema, a política pós-verdade pode fazer uso do conspiracionismo. Nesta forma de política pós-verdade, rumores falsos (como as teorias de conspiração "birther" ou "muçulmanas" sobre Barack Obama) tornam-se tópicos de notícias importantes. No caso da conspiração "pizzagate", isso resultou em um homem entrando na pizzaria Comet Ping Pong e disparando um rifle AR-15.
Em contraste com simplesmente dizer inverdades, escritores como Jack Holmes da Esquire descrevem o processo como algo diferente, com Holmes colocando-o como: "Então, se você não sabe o que é verdade, pode dizer o que quiser e não é mentira". Finalmente, os estudiosos argumentaram que a pós-verdade não se trata simplesmente de declarações verdadeiras/falsas claras e da incapacidade das pessoas em distinguir entre elas, mas de declarações estrategicamente ambíguas que podem ser verdadeiras em alguns aspectos, de algumas perspectivas e interpretações, e falsas. em outros. Este foi o caso em torno das campanhas de desinformação do Reino Unido e dos EUA na promoção da invasão do Iraque pelos EUA ("laços" ou "ligações" Saddam Hussein/Al Qaeda e Armas de Destruição em Massa), que foram descritas como momentos decisivos do pós-guerra-era da verdade.

### Principais meios de comunicação

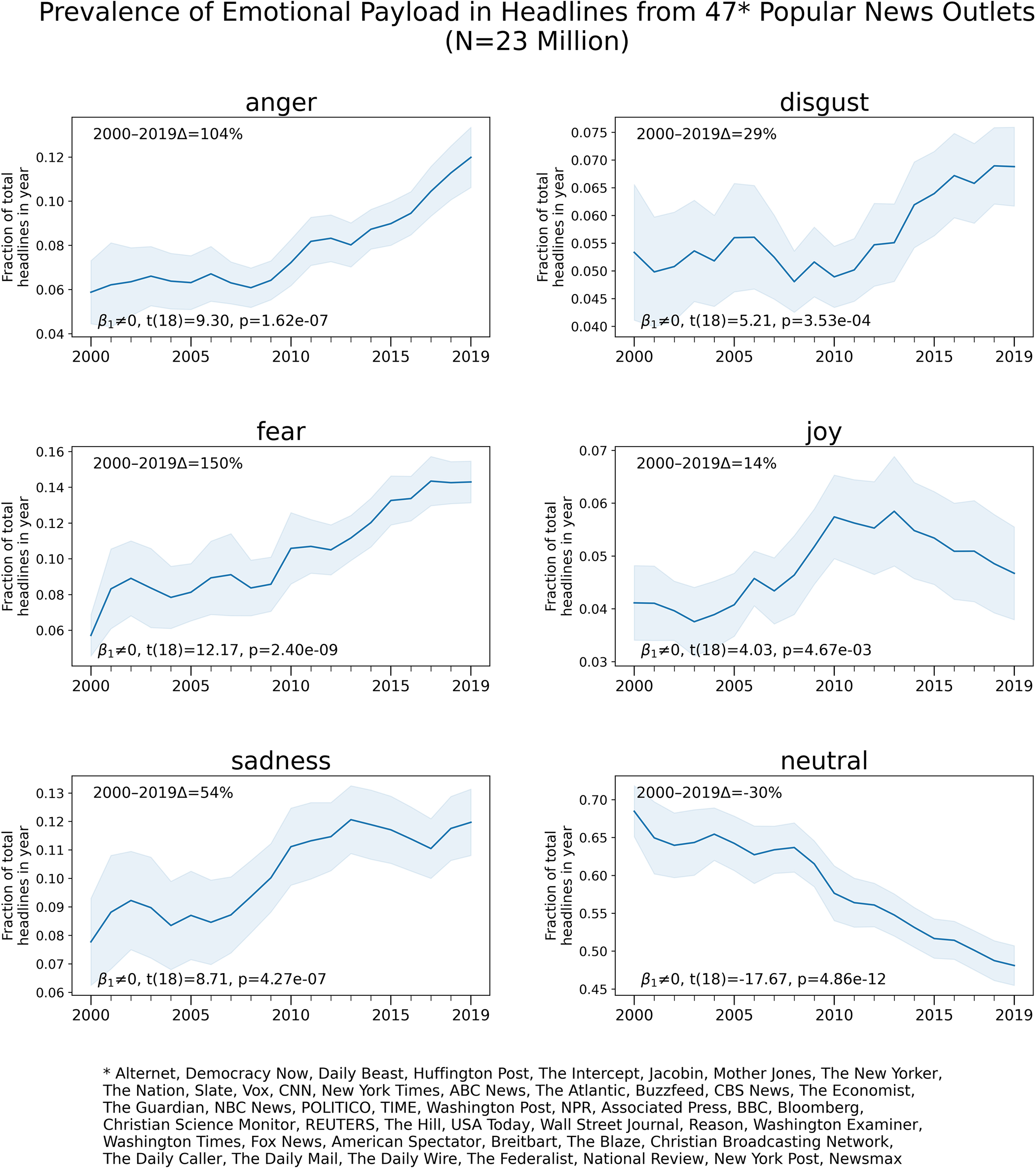
Declínio da neutralidade e aumento da emotividade nas manchetes dos grandes artigos da mídia dos EUA desde 2000

Várias tendências no panorama mediático têm sido responsabilizadas pela percepção da ascensão da política pós-verdade. Um factor que contribuiu foi a proliferação de agências de notícias financiadas pelo Estado, como a CCTV News e a RT, e a Voice of America nos EUA, que permitem aos Estados influenciar o público ocidental. De acordo com Peter Pomerantsev, um jornalista russo-britânico que trabalhou para a TNT em Moscovo, um dos seus principais objectivos tem sido deslegitimar as instituições ocidentais, incluindo as estruturas de governo, democracia e direitos humanos.[carece de fontes?] Em 2016, a confiança na grande mídia nos EUA atingiu níveis mínimos históricos. Foi sugerido que, nestas condições, a verificação de factos pelos meios de comunicação tem dificuldade em ganhar força entre o público em geral e que os políticos recorrem a mensagens cada vez mais drásticas.
Muitos meios de comunicação desejam parecer ou ter uma política de ser imparciais. Muitos escritores notaram que, em alguns casos, isto leva a um falso equilíbrio, a prática de dar igual ênfase a afirmações não apoiadas ou desacreditadas, sem desafiar a sua base factual. O ciclo de notícias de 24 horas também significa que os canais de notícias recorrem repetidamente às mesmas figuras públicas, o que beneficia os políticos experientes em relações públicas e significa que a apresentação e a personalidade podem ter um impacto maior no público do que os factos, enquanto o processo de reclamação e reconvenção pode fornecer recursos para dias de cobertura noticiosa em detrimento de uma análise mais profunda do caso.

### Mídias sociais e Internet
A disponibilidade geral de grandes quantidades de informação na Internet contornou os meios de comunicação social estabelecidos, que eram geralmente fiáveis devido ao processo editorial e à disciplina jornalística e académica profissional, que funcionavam como guardiões que filtravam a desinformação. Agora, a desinformação que poderia ter sido filtrada é frequentemente publicada em fóruns populares globalmente acessíveis que entram no mercado de ideias das quais as democracias liberais dependem para informar o seu eleitorado.
A mídia social acrescenta uma dimensão adicional, pois as redes de usuários podem se tornar câmaras de eco possivelmente enfatizadas pela bolha de filtros onde um ponto de vista político domina e o escrutínio das reivindicações falha, permitindo um ecossistema de mídia paralelo de sites, editores e desenvolver canais de notícias que possam repetir afirmações pós-verdade sem refutação. Neste ambiente, as campanhas pós-verdade podem ignorar as verificações de factos ou rejeitá-las como sendo motivadas por preconceitos. A editora-chefe do The Guardian, Katherine Viner, atribuiu parte da culpa ao aumento do clickbait, artigos de conteúdo factual duvidoso com um título enganoso e que são projetados para serem amplamente compartilhados, dizendo que "perseguir cliques baratos no à custa da exatidão e da veracidade" mina o valor do jornalismo e da verdade. Em 2016, David Mikkelson, cofundador do site de verificação e desmascaramento de fatos Snopes.com, descreveu a introdução de mídias sociais e sites de notícias falsas como um ponto de inflexão, dizendo "Não tenho certeza se chamaria isso de uma era pós-verdade, mas... houve uma abertura na comporta e tudo está vazando. O esgoto continua chegando mais rápido do que você consegue bombear".
A cultura digital permite que qualquer pessoa com um computador e acesso à Internet publique as suas opiniões online e as marque como factos que podem ser legitimados através de câmaras de eco e outros utilizadores que se validam uns aos outros. O conteúdo pode ser julgado com base em quantas visualizações uma postagem obtém, criando uma atmosfera que apela à emoção, aos preconceitos do público ou ao apelo do título, em vez de fatos pesquisados. O conteúdo que obtém mais visualizações é continuamente filtrado em diferentes círculos da Internet, independentemente da sua legitimidade. Alguns também argumentam que a abundância de factos disponíveis a qualquer momento na Internet leva a uma atitude centrada no conhecimento de reivindicações básicas de informação, em vez de uma verdade subjacente ou na formulação de opiniões cuidadosamente pensadas. A Internet permite que as pessoas escolham onde obter as suas informações, muitas vezes facilitando-lhes o reforço das suas próprias opiniões.
Os pesquisadores desenvolveram pontuações prototípicas de falsidade para mais de 800 elites contemporâneas no Twitter e pontuações de exposição associadas. Foram propostas diversas contramedidas semelhantes, em grande parte baseadas em alterações técnicas ou extensões de plataformas e software comuns (ver abaixo).
Em 2017, desencadeou-se um aumento nos protestos nacionais contra as eleições presidenciais dos Estados Unidos de 2016 e a vitória de Donald Trump, atribuída às notícias falsas publicadas e partilhadas por milhões de utilizadores no Facebook. Após este incidente, a propagação da desinformação recebeu a palavra "pós-verdade", um termo cunhado nos Oxford Dictionaries como a "palavra do ano".

### Cultura política polarizada
A ascensão da política pós-verdade coincide com crenças políticas polarizadas. Um estudo do Pew Research Center sobre adultos americanos descobriu que "aqueles com visões ideológicas mais consistentes à esquerda e à direita têm fluxos de informação que são distintos daqueles de indivíduos com opiniões políticas mais mistas - e muito distintos uns dos outros". Os dados estão a tornar-se cada vez mais acessíveis à medida que novas tecnologias são introduzidas na vida quotidiana dos cidadãos. Uma obsessão por dados e estatísticas também se infiltra na cena política, e os debates e discursos políticos tornam-se repletos de fragmentos de informação que podem ser mal interpretados, falsos ou não conter o quadro completo. As notícias sensacionalistas da televisão enfatizam declarações grandiosas e divulgam ainda mais os políticos. Esta formação dos meios de comunicação influencia a forma como o público vê as questões políticas e os candidatos.

## Origem
A política pós-verdade tem as suas origens na reacção de sectores do público à adopção generalizada do neoliberalismo e de outras soluções globais propostas para problemas como as alterações climáticas e a pandemia da COVID-19 pelas elites económicas e políticas globais.
Em Six Faces of Globalization: Who Wins, Who Loses, and Why It Matters, um livro de Anthea Roberts e Nicolas Lamp, dois estudiosos australianos, a narrativa neoliberal do establishment e as principais reações a ela, como a "narrativa populista de esquerda", a “narrativa do poder corporativo”, a “narrativa populista de direita”, a “narrativa geoeconómica” e uma série de “narrativas de ameaças globais” são comparadas e contrastadas.
A narrativa do establishment apoiada pelo consenso de partidos políticos democráticos e instituições como o Banco Mundial, o Fundo Monetário Internacional (FMI) e a Organização Mundial do Comércio (OMC) baseia-se na negociação internacional de acordos que permitem que os princípios económicos da concorrência e da vantagem comparativa operar sejam aplicados, maximizando o produto interno bruto (PIB) em cada país. Os princípios utilizados estão bem estabelecidos e funcionam, produzindo uma produção económica global expandida, mas também resultam em ganhos para alguns sectores da economia internacional e perdas para outros.

## Ponto de vista divergentes
Ao contrário de alguns tratamentos académicos da pós-verdade que a consideram historicamente específica e intimamente associada a mudanças no jornalismo, na confiança social e nos novos meios de comunicação e tecnologias de comunicação, vários comentadores populares (especialistas e jornalistas), equiparando a pós-verdade a notícias mentirosas ou sensacionais, propuseram que pós-verdade é um termo impreciso ou enganoso e/ou deveria ser abandonado. Em um editorial, a New Scientist sugeriu que "um cínico pode se perguntar se os políticos são realmente mais desonestos do que costumavam ser", e levantou a hipótese de que "mentiras antes sussurradas em ouvidos selecionados agora são ouvidas por todos". David Helfand argumenta, seguindo Edward M. Harris, que "a prevaricação pública não é novidade" e que é o "conhecimento do público" e os "limites de plausibilidade" dentro de um ambiente saturado de tecnologia que mudaram. Estamos, antes, numa era de desinformação, onde tais limites de plausibilidade desapareceram e onde todos se sentem igualmente qualificados para fazer afirmações que são facilmente partilhadas e propagadas. O escritor George Gillett sugeriu que o termo "pós-verdade" combina erroneamente julgamentos empíricos e éticos, escrevendo que o movimento supostamente "pós-verdade" é na verdade uma rebelião contra a "opinião econômica de especialistas que se torna um substituto de valores-baseados em julgamentos políticos”.
Toby Young, escrevendo para The Spectator, chamou o termo de "clichê" usado seletivamente principalmente por comentaristas de esquerda para atacar o que são na verdade preconceitos ideológicos universais, argumentando que "[nós] somos todos pós-verdadeiros e provavelmente sempre fomos". The Economist chamou este argumento de "complacente", no entanto, identificando uma diferença qualitativa entre os escândalos políticos de gerações anteriores, como aqueles que cercaram a crise de Suez e o caso Irão-Contra (que envolveu a tentativa de encobrir a verdade) e os contemporâneos em que os factos públicos são simplesmente ignorados. Da mesma forma, Alexios Mantzarlis do Poynter Institute disse que as mentiras políticas não eram novas e identificou várias campanhas políticas na história que agora seriam descritas como "pós-verdade". Para Mantzarlis, o rótulo de "pós-verdade" era - até certo ponto - um "mecanismo de enfrentamento para os comentaristas reagirem a ataques não apenas a quaisquer fatos, mas àqueles centrais para seu sistema de crenças", mas também observou que 2016 foi "um ano amargo para a política em ambos os lados do Atlântico". Mantzarlis também observou que o interesse na verificação dos fatos nunca foi tão grande, sugerindo que pelo menos alguns rejeitam a política "pós-verdade".
Além disso, Kathryn Viner do The Guardian observa que, embora as notícias falsas e a propaganda sejam galopantes, as redes sociais são uma faca de dois gumes. Embora tenha ajudado a espalhar algumas inverdades, também restringiu outras; por exemplo, ela disse que a falsa história "A Verdade" do The Sun após o desastre de Hillsborough, e o encobrimento policial associado, seria difícil de imaginar na era da mídia social.

## Por país
A política pós-verdade tem sido aplicada como palavra-chave política a uma vasta gama de culturas políticas; um artigo no The Economist identificou políticas pós-verdade na Áustria, Alemanha, Coreia do Norte, Polónia, Rússia, Turquia, Reino Unido e Estados Unidos.

### Alemanha
Em dezembro de 2016, " postfaktisch " (pós-factual) foi eleita a palavra do ano pela Gesellschaft für deutsche Sprache (sociedade de língua alemã), também em conexão com a ascensão do populismo de direita a partir de 2015. Desde a década de 1990, a “pós-democracia” tem sido cada vez mais utilizada na sociologia.

### Índia
Amulya Gopalakrishnan, colunista do The Times of India, identificou semelhanças entre as campanhas Trump e Brexit, por um lado, e questões polêmicas na Índia, como o caso Ishrat Jahan e o caso em andamento contra Teesta Setalvad, por outro, onde acusações de provas forjadas e o revisionismo histórico resultaram num “impasse ideológico”.

### Indonesia
A política pós-verdade tem sido discutida na Indonésia pelo menos desde 2016. Em setembro de 2016, o governador em exercício de Jacarta, Basuki Tjahaja Purnama, durante um discurso aos cidadãos de Mil Ilhas, disse que alguns cidadãos estavam sendo "enganados usando o versículo 51 de Al Maidah e outras coisas", referindo-se a um versículo do Alcorão usado por seus oponentes políticos. O vídeo foi posteriormente editado para omitir uma única palavra, deturpando a sua declaração e instigando um escândalo político que resultou numa acusação de blasfémia e dois anos de prisão. Desde este evento, a política pós-verdade tem desempenhado um papel mais significativo nas campanhas políticas, bem como nas interações entre os eleitores indonésios. Yoseph Wihartono, investigador em crimonologia da Universidade da Indonésia, identificou os meios de comunicação social e o "mobbing na Internet" como fontes de dinâmicas pós-verdade que potencialmente "abriram amplamente" a oportunidade para a expansão do populismo religioso.

### África do Sul
Os cuidados de saúde e a educação na África do Sul foram substancialmente comprometidos durante a presidência de Thabo Mbeki devido à sua negação do VIH/SIDA.

### Reino Unido
Um dos primeiros usos da frase na política britânica foi em março de 2012 pelo MSP trabalhista escocês Iain Gray ao criticar a diferença entre as afirmações do Partido Nacional Escocês e as estatísticas oficiais. O líder trabalhista escocês Jim Murphy também descreveu uma corrente subjacente de política pós-verdade em que as pessoas "atiraram alegremente no mensageiro" quando apresentadas a fatos que não apoiavam seu ponto de vista, vendo isso entre os ativistas pró-independência no referendo de independência escocesa de 2014 e Deixe os ativistas no próximo referendo de adesão à EU.
A política pós-verdade foi identificada retroativamente no período que antecedeu a Guerra do Iraque, particularmente depois que o Relatório Chilcot, publicado em julho de 2016, concluiu que Tony Blair deturpou a inteligência militar para apoiar sua visão de que o programa de armas químicas do Iraque estava avançado.
A frase tornou-se amplamente utilizada durante o referendo de adesão do Reino Unido à UE em 2016 para descrever a campanha pela saída. Faisal Islam, editor político da Sky News, disse que Michael Gove usou "política pós-fato" que foi importada da campanha de Trump; em particular, o comentário de Gove numa entrevista de que "Penso que as pessoas neste país estão fartas de especialistas..." foi apontado como ilustrativo de uma tendência pós-verdade, embora isto seja apenas parte de uma declaração mais longa. Da mesma forma, Arron Banks, o fundador da campanha não oficial Leave.EU, disse que "os fatos não funcionam... Você tem que se conectar emocionalmente com as pessoas. É o sucesso de Trump." Andrea Leadsom - uma proeminente defensora da saída no referendo da UE e uma das duas candidatas finais nas eleições para a liderança conservadora - foi apontada como uma política pós-verdade, especialmente depois que ela negou ter menosprezado a falta de filhos da rival Theresa May em uma entrevista ao The Times, apesar das evidências transcritas.

### United States
Em conjunto com a ascensão dos novos meios de comunicação e tecnologias de comunicação (especialmente a Internet e os blogs) e a profissionalização da comunicação política (consultoria política), os estudiosos consideraram os períodos que se seguiram ao 11 de Setembro e a comunicação estratégica da administração George W. Bush como um período seminal. momento no surgimento do que posteriormente foi chamado de política pós-verdade, antes que o termo e o conceito explodissem em visibilidade pública em 2016. Os pontos de discussão da administração Bush sobre "ligações" ou "laços" entre Saddam Hussein e Al Qaeda (repetidos em paralelo pelo governo Tony Blair), e a alegada posse de armas de destruição em massa por Hussein (ambas altamente contestadas por especialistas na época ou posteriormente refutadas e consideradas enganosas) foram vistas por alguns estudiosos como parte de uma mudança histórica. Apesar dos antigos precedentes de mentiras políticas e governamentais (como a mentira sistemática do governo dos EUA documentada nos Documentos do Pentágono), estes esforços de propaganda foram vistos como mais sofisticados na sua organização e execução numa nova era mediática, parte de uma complicada nova cultura de comunicação pública (entre um grande número de TV a cabo e via satélite, online e fontes de mídia de notícias herdadas). Nos EUA, a desconfiança e o engano identificados com a comunicação estratégica de Karl Rove, George W. Bush e Donald Rumsfeld, entre outros, foram um precedente histórico próximo para controvérsias em torno da verdade (como precisão e/ou honestidade) que entraram na agenda da mídia da vida pública dos EUA, atraindo notícias significativas e a atenção de novos meios de comunicação e produzindo confusão mensurável e falsas crenças. Os exemplos mais espetaculares estudados pelos estudiosos incluem a candidatura presidencial de John Kerry em 2004 (acusações do "Swift boat Veterans for Truth", dirigido por um consultor republicano, de que ele mentiu sobre seu histórico de guerra) e, vários anos depois (antes à campanha presidencial dos EUA em 2008), que o então candidato Barack Obama era muçulmano, apesar da sua declaração de que era cristão, e usava uma certidão de nascimento falsa (supostamente nascida no Quénia).
Na sua formulação original, a frase "política pós-verdade" foi usada para descrever a situação paradoxal nos Estados Unidos onde o Partido Republicano, que impunha uma disciplina partidária mais rigorosa do que o Partido Democrata, foi, no entanto, capaz de se apresentar como mais bipartidário, uma vez que os democratas individuais eram mais propensos a apoiar as políticas republicanas do que vice-versa. O termo foi usado por Paul Krugman no The New York Times para descrever a campanha presidencial de Mitt Romney em 2012, na qual certas alegações - como a de que Barack Obama havia cortado os gastos com defesa e que ele havia embarcado em uma "viagem de desculpas" - continuaram a ser repetido muito depois de terem sido desmascarados. Outras formas de negação científica na política moderna dos EUA incluem o movimento antivaxxer e a crença de que os alimentos geneticamente modificados existentes são prejudiciais, apesar de um forte consenso científico de que nenhum alimento OGM actualmente comercializado tem quaisquer efeitos negativos para a saúde. O movimento pela liberdade de saúde nos EUA resultou na aprovação da Lei bipartidária de Saúde e Educação de Suplementos Dietéticos de 1994, que permite a venda de suplementos dietéticos sem qualquer evidência de que sejam seguros ou eficazes para os fins esperados pelos consumidores, embora o FDA iniciou a regulamentação de produtos homeopáticos.
Em uma resenha para o Harvard Gazette, Christopher Robichaud - professor de ética e políticas públicas na Harvard Kennedy School - descreveu teorias da conspiração sobre a legitimidade das eleições e dos políticos, como a ideia "nascida" de que Barack Obama não é um nato Cidadão dos EUA, como um efeito colateral da política pós-verdade. Robichaud também comparou o comportamento dos candidatos com o que se seguiu ao resultado contestado das eleições de 2000, nas quais Al Gore concedeu e encorajou os seus apoiantes a aceitarem o resultado de Bush v. Gore. Da mesma forma, Rob Boston, escrevendo para The Humanist, viu um aumento nas teorias da conspiração na vida pública dos EUA, incluindo o Birterismo, a negação das mudanças climáticas e a rejeição da evolução, que ele identificou como resultado da política pós-verdade, observando que a existência A existência de provas extensas e amplamente disponíveis contra estas teorias da conspiração não abrandou o seu crescimento.
Em 2016, o rótulo de "pós-verdade" foi especialmente amplamente usado para descrever a campanha presidencial de Donald Trump, inclusive pelo professor Daniel W. Drezner no The Washington Post, Jonathan Freedland no The Guardian, Chris Cillizza no The Independent, Jeet Heer no The New Republic, e James Kirchick no Los Angeles Times, e por vários professores de governo e história em Harvard. Em 2017, o The New York Times, o The Washington Post, e outros, começaram a apontar mentiras ou falsidades nas declarações de Trump após a eleição. O ex-presidente Barack Obama afirmou que o novo ecossistema de mídia "significa que tudo é verdade e nada é verdade".

#### "Fatos" políticos
Newt Gingrich, um proeminente político americano e apoiador de Trump, em entrevista à repórter da CNN Alisyn Camerota exibida em 22 de julho de 2016, explicou que os fatos baseados nos sentimentos do eleitorado eram mais importantes em uma campanha política do que as estatísticas coletadas por um governo confiável agência são:
- "CAMEROTA: Eles sentem isso, sim, mas os fatos não o apoiam.
- GINGRICH: Como candidato político, irei com o que as pessoas sentem e deixarei você ir com os teóricos."[131][132][28]

Os apoiantes daqueles que publicam ou afirmam coisas que não são verdadeiras não acreditam necessariamente neles, mas aceitaram que é assim que o jogo é jogado.

#### Política ambiental
Embora o consenso entre os cientistas seja que as atividades humanas contribuem para o aquecimento global, vários partidos políticos em todo o mundo fizeram da negação das alterações climáticas uma base das suas políticas. Estes partidos foram acusados de utilizar técnicas pós-verdade para atacar medidas ambientais destinadas a combater as alterações climáticas em benefício dos doadores da indústria. Após as eleições de 2016, os Estados Unidos viram numerosos negacionistas das alterações climáticas subirem ao poder, como o novo chefe da Agência de Protecção Ambiental, Scott Pruitt, que substituiu a nomeada por Barack Obama, Gina McCarthy. Na Austrália, a revogação da precificação do carbono pelo governo de Tony Abbott foi descrita como "o ponto mais baixo da política pós-verdade" por The Age.

## Soluções
Os cientistas políticos Alfred Moore (Universidade de York), Carlo Invernizzi-Accetti (City University of New York), Elizabeth Markovits (Mount Holyoke College) e Zeynep Pamuk (St John's College), avaliaram o livro da historiadora americana Sophia A. Rosenfeld, Democracia e Truth: A Short History (2019) e suas soluções potenciais para lidar com a política pós-verdade, no que Invernizzi-Accetti chama de "remédios para a crescente divisão entre populismo e tecnocracia nos regimes democráticos contemporâneos". Rosenfeld destaca sete soluções potenciais para o problema da política pós-verdade: um compromisso ético com a revelação da verdade e a verificação dos factos em público; uma proibição contra a reabertura de debates resolvidos; uma repressão à desinformação por parte das empresas de redes sociais; um afastamento do absolutismo da liberdade de expressão; proteger a integridade das instituições políticas; melhorar a alfabetização informacional com educação; e o apoio ao protesto não violento contra a mentira e a corrupção. Invernizzi-Accetti critica as soluções de Rosenfeld, pois não vê o valor da verdade na política. "A verdade funciona politicamente como uma justificação da autoridade", escreve Invernizzi-Accetti, "enquanto o autogoverno se baseia na sua exclusão do domínio político - segue-se que qualquer tentativa de interpretar a democracia como um 'regime de verdade' está, em última análise, vinculada a contradiz a si mesmo." Em resposta, escreve Rosenfeld, "a verdade está sempre fadada a ser uma intrusão problemática em qualquer democracia", e que "o ceticismo é de fato intrínseco à democracia". Alfred Moore responde à proposta de Rosenfeld observando que "as soluções não virão da melhor organização e comunicação do conhecimento, seja popular ou especializado, nem de instituições e práticas de competição e interação entre eles, mas da geração de relações substantivas de interesse comum e compromisso mútuo”.